# Athysanota ornata
Athysanota ornata är en fjärilsart som beskrevs av Paul Mabille 1890. Athysanota ornata ingår i släktet Athysanota och familjen juvelvingar. Inga underarter finns listade i Catalogue of Life.